# Hugo Almeida (brazylijski piłkarz)
Hugo Guimarães Silva Santos Almeida (ur. 6 stycznia 1986) – brazylijski piłkarz występujący na pozycji napastnika.

## Kariera klubowa
Od 2004 roku występował w klubach Botafogo, Coritiba, Sertãozinho, São Caetano, Grêmio Barueri, Goiás EC, XV de Novembro Piracicaba, Paraná Clube, Ventforet Kofu, Roasso Kumamoto, Náutico, Fagiano Okayama, Portuguesa, Tirana, Itumbiara i EC Juventude.